# Antoine Griezmann
Antoine Griezmann (phát âm tiếng Pháp: [ɑ̃.twan ɡʁizman]; sinh ngày 21 tháng 3 năm 1991) là một cầu thủ bóng đá chuyên nghiệp người Pháp hiện đang thi đấu ở vị trí tiền đạo hoặc tiền vệ tấn công cho câu lạc bộ La Liga Atlético Madrid. Được đánh giá là một trong những cầu thủ xuất sắc nhất thế giới trong thế hệ của mình, anh nổi tiếng nhờ lối chơi giàu kỹ thuật, nhãn quan chiến thuật tốt, khả năng tấn công hiệu quả và sự đa năng trong lối chơi.
Bắt đầu sự nghiệp của mình tại Real Sociedad, anh đã trải qua năm mùa giải chuyển sang thi đấu cho Atlético Madrid với phí chuyển nhượng lên tới 30 triệu euro. Trong màu áo đó, sự nghiệp của anh đã tiến tới đỉnh cao khi anh cùng với các đồng đội giành cúp UEFA Europa League, siêu cúp Tây Ban Nha, siêu cúp châu Âu và danh hiệu Cầu thủ xuất sắc nhất mùa giải tại La Liga, qua đó anh được đề cử cho danh hiệu Quả bóng vàng châu Âu và Cầu thủ xuất sắc nhất của FIFA (FIFA The Best) vào các năm 2016 và 2018. Năm 2019, anh chuyển tới Barcelona với phí chuyển nhượng 120 triệu euro, trở thành cầu thủ đắt giá thứ 5 mọi thời đại. Tại đây, anh giành được Copa del Rey trước khi trở lại Atlético Madrid vào năm 2021, qua đó trở thành cầu thủ ghi nhiều bàn thắng nhất mọi thời đại trong màu áo này.
Griezmann đã là một thành viên của Đội tuyển bóng đá trẻ quốc gia Pháp từng tham dự các giải đấu dành cho lứa tuổi U19, 20 và 21. Năm 2010, anh là một phần của U-19 Pháp đã giành chức vô địch tại Giải vô địch U-19 châu Âu được tổ chức ngay trên quê nhà. Griezmann có trận đấu ra mắt trong màu áo của đội tuyển quốc gia vào năm 2014 và từng cùng đội tuyển Pháp tham dự ba kỳ FIFA World Cup (vào các năm 2014, 2018 và 2022) và ba kỳ UEFA Euro (vào các năm 2016, 2020 và 2024), nơi anh có những đóng góp lớn trong việc đưa đội tuyển giành cúp vô địch FIFA World Cup 2018 và hai lần về nhì tại UEFA Euro 2016 và FIFA World Cup 2022. Anh từ giã sự nghiệp thi đấu quốc tế vào năm 2024, tổng cộng anh ra sân 137 trận, ghi được 44 bàn thắng cùng với 38 đường kiến tạo, qua đó trở thành cầu thủ ra sân nhiều thứ ba và là cầu thủ ghi nhiều bàn thắng thứ tư trong màu áo đội tuyển quốc gia.

## Sự nghiệp

### Những năm đầu
Griezmann đã được sinh ra trong một gia đình nằm ở Mâcon, tỉnh lỵ của Saône-et-Loire. Tổ tiên của anh là người Alsace, do đó họ có gốc Đức. Anh bắt đầu sự nghiệp của mình tại câu lạc bộ quê nhà là UF Mâcon. Trong khoảng thời gian đó, anh cũng đã thử việc tại một số câu lạc bộ chuyên nghiệp để tìm kiếm một vị trí trong đội hình trẻ, nhưng đều thất bại vì các câu lạc bộ đều đòi hỏi vóc dáng và nhanh nhẹn.
Năm 2005, trong khi thử việc tại Montpellier, Griezmann đã chơi trong một trận đấu giao hữu với các học viên tới từ học viện bóng đá trẻ Camp des Loges của Paris Saint-Germain ở Paris, và đã gây được ấn tượng cho nhiều câu lạc bộ, đặc biệt là câu lạc bộ Real Sociedad của Tây Ban Nha, khi đó có tuyển trạch viên đã theo dõi trận đấu này. Sau trận đấu, lãnh đạo của câu lạc bộ Tây Ban Nha tạo cơ hội cho Griezmann thử sức trong một tuần ở San Sebastián, và anh đã đồng ý. Anh đã có một kỳ nghỉ hai tuần tại câu lạc bộ. Ngay sau đó, Real Sociedad đã liên lạc với gia đình của Griezmann và chính thức ký bản hợp đồng chơi cho đội hình trẻ của câu lạc bộ. Cha mẹ của Griezmann ban đầu tỏ ra miễn cưỡng có động thái không chấp nhận việc cho con họ đến Tây Ban Nha, nhưng sau đó đã cho phép anh ta thi đấu cho câu lạc bộ sau khi có sự đảm bảo về việc đi lại cũng như môi trường học tập thi đấu.

### Real Sociedad
Khi mới đến đến Real Sociedad, Griezmann nghỉ tại nhà nghỉ dưỡng của câu lạc bộ ở Bayonne (Pháp) trong khi phải đi học ở Tây Ban Nha, bên kia biên giới, và được đào tạo vào buổi tối tại trụ sở của câu lạc bộ ở San Sebastián. Phải mất một khoảng thời gian để anh hòa nhập được với các đồng đội ở Real Sociedad, nhưng sau bốn năm ở đội trẻ, anh đã được huấn luyện viên Martín Lasarte gọi lên thi đấu cho câu lạc bộ Real Sociedad vào đầu mùa giải 2009-10. Trong mùa giải đó, Griezmann ghi được năm bàn thắng trong bốn trận, cùng với đó là là sự yếu kém bên phía cánh phải của đội bóng khiến Lasarte đã chọn anh trong mùa giải kế tiếp.
Ngày 2 tháng 9 năm 2009, Griezmann đã có màn ra mắt trong trận đấu ở Cúp Nhà vua Tây Ban Nha khi đội bóng của anh đối đầu với Rayo Vallecano, sau khi được đưa vào sân từ băng ghế dự bị ở phút thứ 77, tuy nhiên trận đấu đó đội bóng của anh đã thua 2-0. Bốn ngày sau đó, anh cũng được thi đấu trong trận hòa 0-0 với Real Murcia. Ngày 27 tháng 9, anh có trận thi đấu đầu tiên có mặt ở đội hình xuất phát và cũng là trận đấu mà Griezmann có bàn thắng đầu tiên trong sự nghiệp thi đấu chuyên nghiệp, đó là trong trận thắng trước SD Huesca với tỉ số 2-0. Hai tuần sau đó, Griezmann đã ghi bàn thắng thứ hai của mình trong chiến thắng 2-0 trước UD Salamanca. Trong tháng 11 năm 2009, anh đã lần lượt ghi bàn thắng trong hai trận liên tiếp trước các đối thủ Hércules CF và Recreativo de Huelva. Đó đều là những bàn thắng duy nhất của câu lạc bộ trong hai trận đấu đó. Griezmann sau đó đã được thi đấu thường xuyên trong phần còn lại của giải, có được thêm hai bàn thắng trong chiến thắng trước Cádiz và Numancia, điều đó đã giúp Real Sociedad được thăng hạng lên chơi tại La Liga trong mùa giải 2010-11 với tư cách là đội vô địch.
Ngày 8 tháng 4 năm 2010, Griezmann đã có bản hợp đồng thi đấu chuyên nghiệp đầu tiên trong sự nghiệp khi đồng ý ký một hợp đồng 5 năm với câu lạc bộ cho đến năm 2015 với một điều khoản lên tới 30 triệu Euro. Trước khi ký hợp đồng, anh cũng đã thu hút sự quan tâm của các câu lạc bộ tại Ligue 1 là Lyon, Saint-Étienne, và Auxerre. Tuy nhiên, tài năng của anh phát triển chính là nhờ quãng thời gian đầu tiên chơi cho Real Sociedad, nên Griezmann đã quyết định ký hợp đồng với câu lạc bộ Tây Ban Nha. Anh cũng là mục tiêu nhận được sự quan tâm tới từ các câu lạc bộ tại Giải Ngoại hạng Anh bao gồm Manchester United và Arsenal trước khi ký hợp đồng.

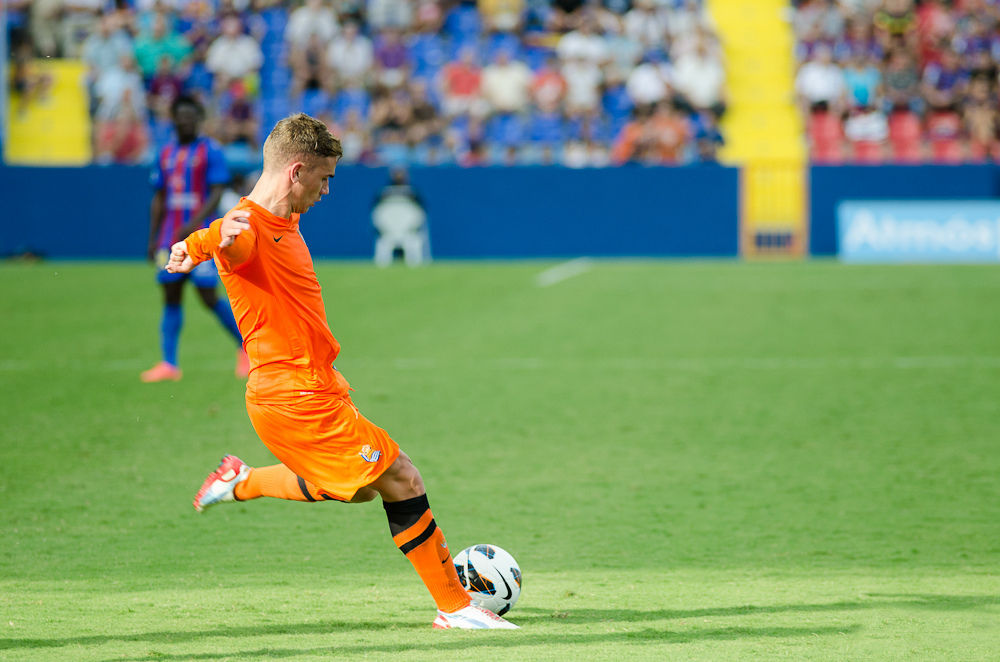
Griezmann trong trận đấu với Levante năm 2012.

Griezmann có trận ra mắt ở Giải vô địch quốc gia Tây Ban Nha vào ngày 29 tháng 8 năm 2010 trong trận đấu đầu tiên của mùa giải. Trong một buổi phỏng vấn sau trận đấu, anh đã bày tỏ về sự kiện này như là "hoàn thành giấc mơ thời thơ ấu của mình". Trong trận đấu đầu tiên, Griezmann đã có công trong bàn thắng của Raúl Tamudo trong trận đấu với Real Madrid. Real Madrid sau đó đã giành chiến thắng với tỉ số 2-1 sau bàn thắng của Cristiano Ronaldo. Ngày 25 tháng 10, Griezmann đã ghi bàn thắng đầu tiên của mình tại giải đấu trong chiến thắng 3-0 trước Deportivo La Coruña. Một tuần sau, Griezmann ghi được bàn thắng mở đầu trong chiến thắng 2-1 trước Málaga. Trong tháng 11 năm 2010, Griezmann đã ghi bàn thắng duy nhất trong trận thua 2-1 trước Hércules. Trong trận đấu thứ hai của đội trong năm mới, anh đã ghi bàn thắng thứ hai trong chiến thắng 4-0 của đội bóng trước Getafe. Sau quãng thời gian không ghi được bàn thắng trong 9 trận đấu liên tiếp, Griezmann đã trở lại vào tháng 3 khi ghi được bàn thắng duy nhất trong trận thua 2-1 trước Racing Santander. Ngày 17 tháng 4, anh đã ghi được một cú đúp trong trận thắng 2-1 trước Sporting Gijón.
Sau khi ngồi dự bị trong trận đấu đầu tiên tại mùa giải 2011-12, trận đấu chính thức đầu tiên Griezmann trong mùa giải là gặp đương kim vô địch Barcelona hai tuần sau đó, anh ghi bàn thắng cân bằng tỷ số trong trận hòa 2-2.
Trong giải đấu 2012-13, cũng là giải đấu cuối cùng thi đấu cho Real Sociedad, anh ghi bàn thắng duy nhất trong trận đấu với Deportivo La Coruña, giúp đội bóng lần đầu tiên kể từ năm 2003-04 đủ điều kiện tham dự Champions League (về đích ở vị trí thứ 4 tại La Liga) trong chính cuộc cạnh trạnh với Deportivo.
Vào đầu mùa giải sau, Griezmann ghi được một bàn thắng trước Lyon ngay trên đất Pháp, giúp Real Sociedad vượt qua vòng sơ loại Champions League (chung cuộc thắng với tỉ số 4-0). Một bàn thắng ghi được bằng cú vô-lê trong trận derby xứ Basque với Athletic Bilbao tại Anoeta vào tháng 1 năm 2014 (chiến thắng 2-0 dành cho Real Sociedad).

### Atlético Madrid

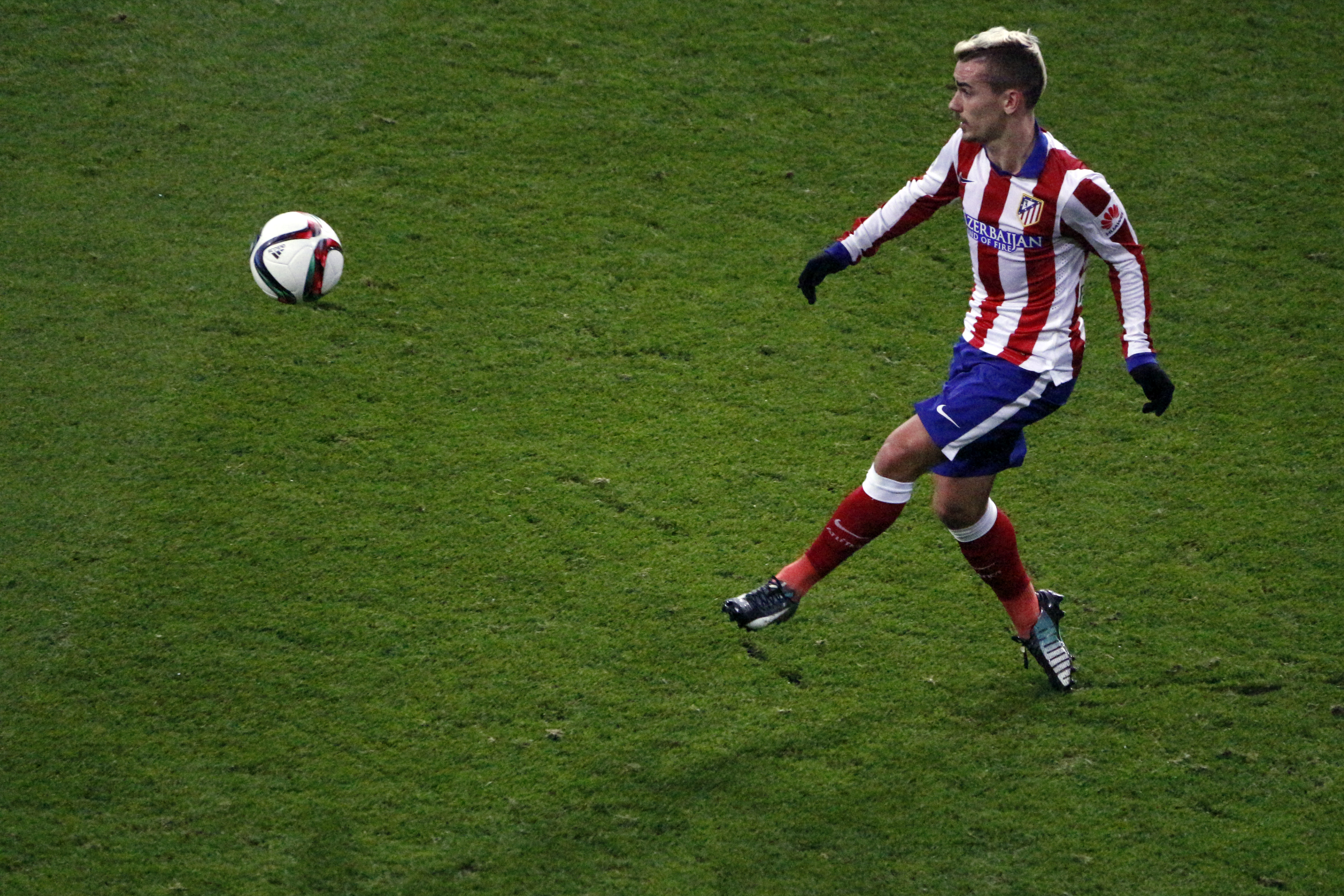
Griezmann thi đấu dưới màu áo của Atlético Madrid năm 2015

Ngày 28 tháng 7 năm 2014, Atlético Madrid đạt được thỏa thuận với Real Sociedad trong việc chuyển nhượng Griezmann, với khoản phí vào khoảng 24 triệu bảng Anh (30 triệu Euro). Griezmann sau đó đã qua được quá trình kiểm tra y tế vào ngày 29 tháng 7 năm 2014, và đã ký một bản hợp đồng có thời hạn 6 năm để thi đấu cho đội bóng thủ đô.
Griezmann đã màn ra mắt câu lạc bộ mới vào ngày 19 tháng 8 năm 2014 trong trận Siêu cúp Tây Ban Nha trên sân Santiago Bernabéu. Anh vào sân ở phút thứ 57, thay thế cho Saúl Ñíguez. Ngày 17 tháng 9, anh đã có bàn thắng đầu tiên cho câu lạc bộ. Đó là bàn thắng ghi được tại Cúp C1 châu Âu, trong trận đấu vòng bảng mà Atlético Madrid phải làm khách trên sân của Olympiakos. Griezmann sau đó đã ghi được một cú đúp trong chiến thắng 4-2 trước Córdoba CF vào ngày 1 tháng 11, đó cũng là cú đúp đầu tiên cho câu lạc bộ. Ngày 21 tháng 12 năm 2014, anh đã ghi được hat-trick đầu tiên trong sự nghiệp của mình tại La Liga, đó là trận đấu mà Atlético thắng 4-1 trên sân của Athletic Bilbao. Sau đó anh cũng đã được bầu là cầu thủ xuất sắc nhất tháng 1 năm 2015 của La Liga mặc dù chỉ xuất hiện trong 3 trên 5 năm trận đấu của Atlético trong tháng.
Ngày 25 tháng 4 năm 2015, Griezmann ghi được một cú đúp trước Elche, giúp đội bóng giành chiến thắng 3-0 trên sân nhà. Hai bàn thắng đó giúp Griezmann có tổng cộng 22 bàn thắng, đó là con số cao nhất và duy nhất tới nay mà một cầu thủ người Pháp có được tại La Liga.

### Barcelona
Tiền mùa giải 2019/2020, Griezmann chính thức gia nhập Barcelona với bảng hợp đồng có giá trị 5 năm, kèm mức phá vỡ hợp đồng kỷ lục tại Barcelona lên đến 800 triệu Bảng.

### Trở lại Atlético Madrid
Vào ngày 31 tháng 8 năm 2021, Griezmann trở lại Atlético Madrid theo dạng cho mượn một năm, với tùy chọn gia hạn khoản mượn thêm một năm và hoàn thành với điều khoản mua đứt trị giá 40 triệu euro sẽ được kích hoạt vào năm 2023. Anh ghi bàn thắng đầu tiên trong lần khoác áo câu lạc bộ thứ hai vào ngày 28 tháng 9, trong chiến thắng lội ngược dòng 2-1 trước A.C. Milan ở UEFA Champions League 2021–22. Vào ngày 19 tháng 10, trong trận đấu vòng bảng Champions League với Liverpool tại Sân vận động Metropolitano, anh ghi một cú đúp trong hiệp một để gỡ hòa tỷ số 2–2, nhưng bị đuổi khỏi sân ở phút thứ 52 vì phạm lỗi nghiêm trọng với Roberto Firmino và Atlético thất bại chung cuộc 3-2.
Vào đầu mùa giải 2022–23, Atlético Madrid gia hạn hợp đồng cho mượn với Griezmann thêm một năm. Vì câu lạc bộ không muốn kích hoạt điều khoản mua đứt bắt buộc trị giá 40 triệu euro dựa trên điều khoản có trong hợp đồng cho mượn, nên thời gian thi đấu của anh bị giới hạn ở mức 30 phút mỗi trận. Vào ngày 7 tháng 9 năm 2022, anh ghi bàn thắng quyết định ở phút 90+11 trong chiến thắng 2-1 trước Porto ở vòng bảng UEFA Champions League 2022–23. Vào ngày 10 tháng 10 năm 2022, Atlético đã đạt được thỏa thuận với Barcelona về việc mua đứt Griezmann với mức phí được cho là 20 triệu euro, và đã ký hợp đồng có thời hạn đến ngày 30 tháng 6 năm 2026. Anh tiếp tục ghi 16 bàn thắng và 16 đường kiến tạo trên mọi đấu trường trong mùa giải 2022–23, trở thành cầu thủ ghi nhiều bàn thắng nhất cho Atlético và là cầu thủ kiến tạo xuất sắc nhất La Liga. Griezmann bằng với Kevin De Bruyne và Lionel Messi về nhiều đường kiến tạo nhất ở 5 giải đấu hàng đầu ở châu Âu.

## Sự nghiệp quốc tế

### Đội trẻ
Do chơi bóng ở Tây Ban Nha, Griezmann đã không được huấn luyện viên gọi vào Đội tuyển bóng đá trẻ quốc gia Pháp. Sau khi thành công với Real Sociedad thì vào ngày 23 tháng 2 năm 2010, anh đã được ghi tên vào Đội U-19 quốc gia để thi đấu 2 trận giao hữu với Ukraina. Ngày 2 tháng 3, Griezmann đã ra mắt trong đội tuyển trẻ của Pháp, trận đấu có kết quả hòa 0–0 với Ukraina. Trong trận lượt về 2 ngày sau đó, anh đã ghi bàn thắng ở phút thứ 88 giúp Pháp giành chiến thắng với tỉ số 2–1.

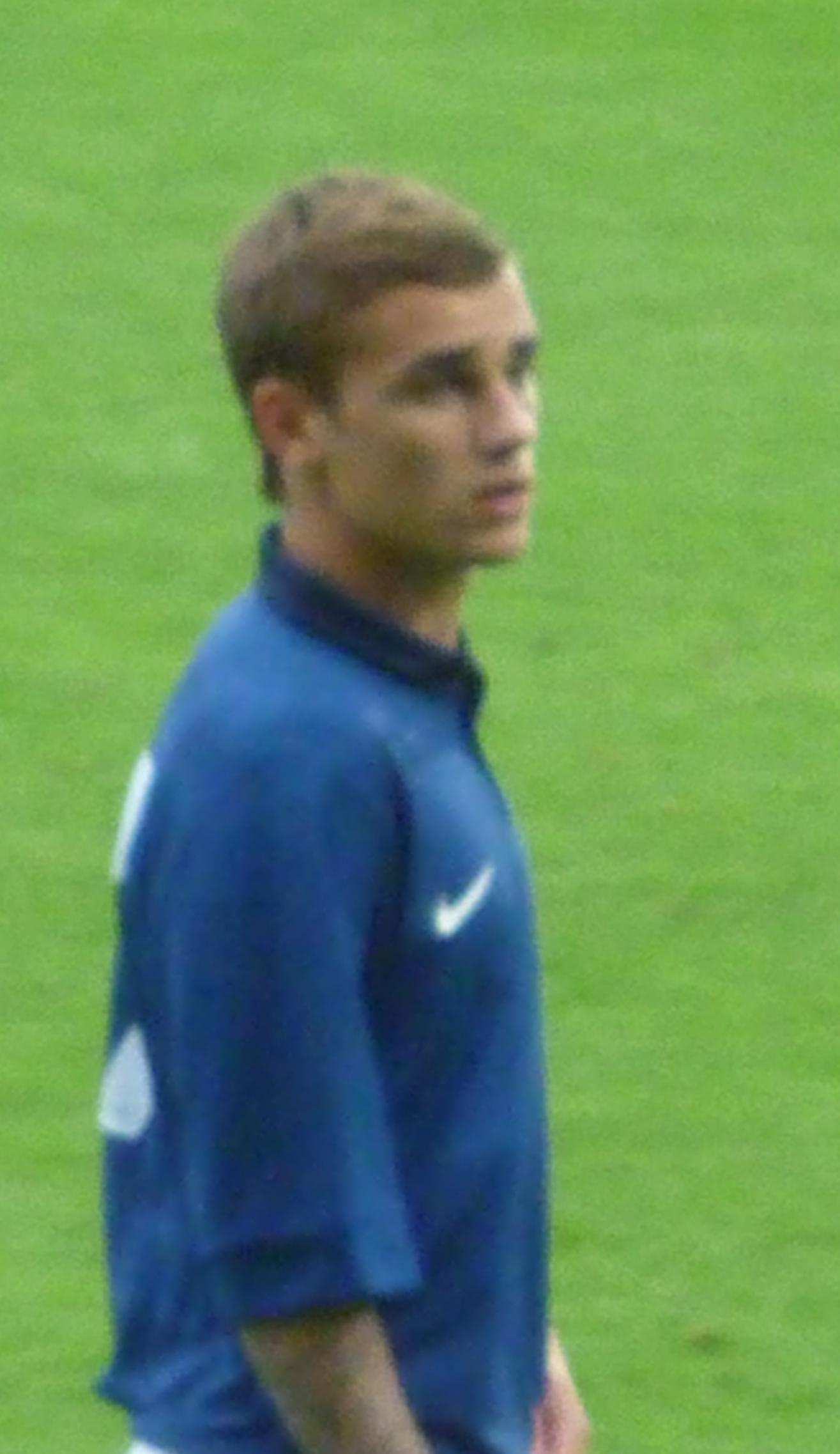
Griezmann trong màu áo đội tuyển Pháp.

Sau chiến thắng của Pháp tại Giải vô địch bóng đá U-19 châu Âu, đội U-19 Pháp sau đó đã giành quyền tham dự giải Giải vô địch bóng đá U-20 thế giới 2011, và Griezmann xứng đáng có tên trong đội hình. Ngày 28 tháng 9 năm 2010, anh được gọi vào đội tuyển quốc gia để tham dự các trận đấu giao hữu quốc tế với Bồ Đào Nha và đội dự bị của câu lạc bộ Juventus. Tuy nhiên, Griezmann đã không xuất hiện trong cả hai trận đấu, do bị dính chấn thương đùi trong 1 buổi tập và phải về nhà sớm. Sau đó 1 tháng, mặc dù vẫn có đủ điều kiện để có mặt tại giải đấu dành cho lứa tuổi U-20, nhưng anh đã được huấn luyện viên Erick Mombaerts gọi lên thi đấu cho U-21 Pháp như là 1 sự thlay thế cho Gabriel Obertan bị chấn thương, để chơi trong 1 trận đấu giao hữu quốc tế với Nga. Griezmann lần đầu tiên ra mắt trong đội tuyển U-21 quốc gia trong nửa đầu hiệp thi đấu thứ 2 từ băng ghế dự bị, tuy nhiên, Pháp vẫn không tránh khỏi thất bại 1–0.
Sau khi có mặt trong 2 trận đấu của đội tuyển U-21, Griezmann trở về đội U-20 và xuất hiện trong đội hình vào ngày 9 tháng 2 năm 2011, trong chiến thắng 2–1 trước đội tuyển Anh. Vào ngày 10 tháng 6 năm 2011, anh là một trong số 21 cầu thủ có tên trong U-20 Pháp tham dư U-20 thế giới. Trận đấu đầu tiên của đội tại giải là vào ngày 30 tháng 7 năm 2011, đó là thất bại với tỉ số 4–1 trước đội chủ nhà Colombia. Ngày 10 tháng 8, tại vòng 16 đội, khi Pháp có trận đấu với Ecuador, Griezmann ghi bàn thắng duy nhất của trận đấu giúp Pháp giành chiến thắng.
Trong tháng 11 năm 2012, Griezmann cùng với 4 cầu thủ trẻ khác đã bị đình chỉ thi đấu. Án phạt này kéo dài cho đến hết năm 2013 và lý do kỷ luật có liên quan đến một đêm đi hộp đêm trước đó.

### Đội chính
Ngày 27 tháng 2 năm 2014, Griezmann đã nhận được cuộc gọi báo rằng, anh đã được huấn luyện viên Didier Deschamps gọi vào đội tuyển quốc gia, thi đấu trong trận giao hữu với Hà Lan tại Stade de France. Và anh đã có trận đấu ra mắt tại đội tuyển quốc gia vào ngày 5 tháng 3 ở đội hình xuất phát, chơi trong 68 phút thi đấu chính thức đầu tiên, giúp đội nhà giành chiến thắng 2–0.
Ngày 13 tháng 5, anh được điền tên trong đội hình của huấn luyện viên Deschamps tham dự World Cup 2014. Ngày 1 tháng 6, trong trận đấu giao hữu với Paraguay ở Nice, anh ghi bàn thắng quốc tế đầu tiên cho đội tuyển Pháp (trận đấu kết thúc với kết quả hòa 1–1). Anh là sự bổ sung, là lựa chọn thứ 2, sau Olivier Giroud trong trận đấu giao hữu cuối cùng trước thềm World Cup của Pháp với Jamaica vào ngày 8 tháng 6, đó là trận đấu mà Pháp giành chiến thắng 8–0.
Vào ngày 15 tháng 6, anh đã có trận đấu đầu tiên của mình trong màu áo đội tuyển Pháp tại World Cup 2014, sau khi được vào thay thế cho người đồng đội Franck Ribéry ở bên hành lang cánh trái của Les Bleus, trận đấu mà Pháp đánh bại Honduras 3–0 ở Porto Alegre. Pháp sau đó đã vào đến vòng tứ kết trước khi bị loại bởi Đức.
Tại Euro 2016 tổ chức tại quê nhà Pháp, trong trận đấu thứ hai gặp Albania, Griezmann đã ghi bàn thắng đầu tiên của anh tại giải đấu này ở những phút cuối của hiệp 2. Ở vòng 16 đội, anh tỏa sáng với cú đúp trong trận thắng 2–1 trước Cộng hòa Ireland. Ở vòng tứ kết, anh ghi được một bàn trong trận thắng 5–2 trước Iceland, giúp đội tuyển Pháp lọt vào bán kết. Tại vòng đấu này, anh lại tiếp tục tỏa sáng với cú đúp trong chiến thắng 2–0 trước đương kim vô địch thế giới Đức, giúp đội tuyển Pháp lọt vào trận chung kết trước khi để thua Bồ Đào Nha với tỉ số 0–1. Kết thúc giải đấu, anh được UEFA nhận hai danh hiệu vua phá lưới Euro 2016 với 6 pha lập công và cầu thủ xuất sắc nhất giải.
Anh tiếp tục được huấn luyện viên Didier Deschamps triệu tập tham dự World Cup 2018 tổ chức tại Nga. Ở lượt trận đầu tiên bảng C gặp Úc, Griezmann ghi bàn thắng mở tỉ số từ chấm phạt đền 11m, giúp Pháp vượt qua Úc với tỉ số 2–1. Anh tiếp tục được ra sân trong 2 trận còn lại của bảng C gặp Peru và Đan Mạch. Chung cuộc Pháp dẫn đầu bảng C với 7 điểm. Ở vòng 16 đội gặp Argentina, Griezmann tiếp tục là người ghi bàn mở tỉ số từ chấm penalty, chung cuộc Pháp vượt qua Argentina với tỉ số 4–3 để ghi tên mình vào tứ kết. Ở vòng tứ kết, anh tiếp tục tỏa sáng với bàn thắng quyết định giúp Pháp vượt qua Uruguay với tỉ số 2–0 để ghi tên mình vào bán kết sau 12 năm chờ đợi kể từ World Cup 2006. Tại trận chung kết gặp Croatia, anh tiếp tục có thêm một pha sút phạt khiến cầu thủ Croatia phá bóng phản lưới nhà và một bàn thắng từ chấm phạt đền trong trận thắng 4-2 trước đối thủ, qua đó cùng đội tuyển quốc gia giành chức vô địch lần thứ hai trong lịch sử.
Vào tháng 5 năm 2021, Griezmann được triệu tập tham dự UEFA Euro 2020 bị hoãn. Vào ngày 19 tháng 6, anh ghi một bàn thắng trong trận hòa 1-1 trước Hungary. Họ bị loại khỏi giải đấu sau khi thua Thụy Sĩ ở vòng 16 đội trên chấm phạt đền, sau trận hòa 3–3.
Sau đó, Pháp đứng đầu bảng Nations League và đủ điều kiện tham dự Vòng chung kết UEFA Nations League 2021, trong trận bán kết vào ngày 7 tháng 10, Griezmann đã kiếm được một quả phạt đền, quả phạt đền được Kylian Mbappé thực hiện để giúp Pháp vươn lên và đánh bại Bỉ 3–2. Ba ngày sau, trong trận chung kết, Pháp đánh bại Tây Ban Nha 2-1 để giành danh hiệu đầu tiên.
Vào tháng 11 năm 2022, anh được đưa vào đội tuyển Pháp tham dự FIFA World Cup 2022 tại Qatar. Vào ngày 26 tháng 11, anh đã kiến tạo cho Kylian Mbappé ghi bàn quyết định trong chiến thắng 2-1 trước Đan Mạch, đảm bảo suất vào vòng loại trực tiếp. Vào ngày 10 tháng 12, anh kiến tạo cả hai bàn thắng cho Pháp khi họ đánh bại Anh 2-1 ở tứ kết. Sau đó, anh được vinh danh là cầu thủ xuất sắc nhất trận đấu trong chiến thắng 2–0 ở trận bán kết trước Maroc. Mặc dù Pháp thua Argentina trong trận chung kết trên chấm phạt đền sau khi hòa 3–3, Griezmann đã kết thúc giải đấu với tư cách là cầu thủ kiến tạo hàng đầu với 3 đường kiến tạo.
Vào tháng 3 năm 2024, kỷ lục 84 trận đấu của anh với Pháp chấm dứt khi anh bỏ lỡ hai trận giao hữu do chấn thương mắt cá chân. Vào ngày 16 tháng 5, anh được chọn vào đội hình 25 người tham dự UEFA Euro 2024.
Vào ngày 30 tháng 9 năm 2024, anh chính thức chia tay đội tuyển quốc gia sau 10 năm gắn bó. Tổng cộng anh đã thi đấu 137 trận và ghi được 44 bàn thắng cùng 38 pha kiến tạo .

## Thống kê sự nghiệp

### Câu lạc bộ
Tính đến 21 tháng 1 năm 2023
| Câu lạc bộ             | Mùa giải            | Giải đấu            | Giải đấu | Giải đấu | Copa del Rey | Copa del Rey | Châu lục | Châu lục | Khác | Khác | Tổng cộng | Tổng cộng |
| Câu lạc bộ             | Mùa giải            | Hạng                | Trận     | Bàn      | Trận         | Bàn          | Trận     | Bàn      | Trận | Bàn  | Trận      | Bàn       |
| ---------------------- | ------------------- | ------------------- | -------- | -------- | ------------ | ------------ | -------- | -------- | ---- | ---- | --------- | --------- |
| Real Sociedad          | 2009–10             | Segunda División    | 39       | 6        | 1            | 0            | —        | —        | —    | —    | 40        | 6         |
| Real Sociedad          | 2010–11             | La Liga             | 37       | 7        | 2            | 0            | —        | —        | —    | —    | 39        | 7         |
| Real Sociedad          | 2011–12             | La Liga             | 35       | 7        | 3            | 1            | —        | —        | —    | —    | 38        | 8         |
| Real Sociedad          | 2012–13             | La Liga             | 34       | 10       | 1            | 1            | —        | —        | —    | —    | 35        | 11        |
| Real Sociedad          | 2013–14             | La Liga             | 35       | 16       | 7            | 3            | 8        | 1        | —    | —    | 50        | 20        |
| Real Sociedad          | Tổng cộng           | Tổng cộng           | 180      | 46       | 13           | 5            | 8        | 1        | —    | —    | 201       | 52        |
| Atlético Madrid        | 2014–15             | La Liga             | 37       | 22       | 5            | 1            | 9        | 2        | 2    | 0    | 53        | 25        |
| Atlético Madrid        | 2015–16             | La Liga             | 38       | 22       | 3            | 3            | 13       | 7        | —    | —    | 54        | 32        |
| Atlético Madrid        | 2016–17             | La Liga             | 36       | 16       | 5            | 4            | 12       | 6        | —    | —    | 53        | 26        |
| Atlético Madrid        | 2017–18             | La Liga             | 32       | 19       | 3            | 2            | 14       | 8        | —    | —    | 49        | 29        |
| Atlético Madrid        | 2018–19             | La Liga             | 37       | 15       | 2            | 2            | 8        | 4        | 1    | 0    | 48        | 21        |
| Atlético Madrid        | Tổng cộng           | Tổng cộng           | 180      | 94       | 18           | 12           | 56       | 27       | 3    | 0    | 257       | 133       |
| Barcelona              | 2019–20             | La Liga             | 35       | 9        | 3            | 3            | 9        | 2        | 1    | 1    | 48        | 15        |
| Barcelona              | 2020–21             | La Liga             | 36       | 13       | 6            | 3            | 7        | 2        | 2    | 2    | 51        | 20        |
| Barcelona              | 2021–22             | La Liga             | 3        | 0        | —            | —            | —        | —        | —    | —    | 3         | 0         |
| Barcelona              | Tổng cộng           | Tổng cộng           | 74       | 22       | 9            | 6            | 16       | 4        | 3    | 3    | 102       | 35        |
| Atlético Madrid (mượn) | 2021–22             | La Liga             | 26       | 3        | 1            | 1            | 9        | 4        | 0    | 0    | 36        | 8         |
| Atlético Madrid (mượn) | 2022–23             | La Liga             | 18       | 6        | 3            | 0            | 6        | 1        | —    | —    | 26        | 7         |
| Atlético Madrid (mượn) | Tổng cộng           | Tổng cộng           | 44       | 9        | 4            | 1            | 15       | 5        | 0    | 0    | 62        | 15        |
| Tổng cộng sự nghiệp    | Tổng cộng sự nghiệp | Tổng cộng sự nghiệp | 478      | 171      | 44           | 24           | 95       | 37       | 6    | 3    | 622       | 235       |

### Bàn thắng quốc tế
| #   | Ngày                 | Địa điểm                                                | Đối thủ              | Bàn thắng | Kết quả | Giải đấu                    |
| --- | -------------------- | ------------------------------------------------------- | -------------------- | --------- | ------- | --------------------------- |
| 1.  | 1 tháng 6 năm 2014   | Allianz Riviera, Nice, Pháp                             | Paraguay             | 1–0       | 1–1     | Giao hữu                    |
| 2.  | 8 tháng 6 năm 2014   | Sân vận động Pierre-Mauroy, Villeneuve-d'Ascq, Pháp     | Jamaica              | 7–0       | 8–0     | Giao hữu                    |
| 3.  | 8 tháng 6 năm 2014   | Sân vận động Pierre-Mauroy, Villeneuve-d'Ascq, Pháp     | Jamaica              | 8–0       | 8–0     | Giao hữu                    |
| 4.  | 14 tháng 10 năm 2014 | Sân vận động Cộng hòa Vazgen Sargsyan, Yerevan, Armenia | Armenia              | 3–0       | 3–0     | Giao hữu                    |
| 5.  | 14 tháng 11 năm 2014 | Sân vận động Route de Lorient, Rennes, Pháp             | Albania              | 1–1       | 1–1     | Giao hữu                    |
| 6.  | 8 tháng 10 năm 2015  | Allianz Riviera, Nice, Pháp                             | Armenia              | 1–0       | 4–0     | Giao hữu                    |
| 7.  | 25 tháng 3 năm 2016  | Amsterdam ArenA, Amsterdam, Hà Lan                      | Hà Lan               | 0–1       | 2–3     | Giao hữu                    |
| 8.  | 15 tháng 6 năm 2016  | Sân vận động Vélodrome, Marseille, Pháp                 | Albania              | 1–0       | 2–0     | Euro 2016                   |
| 9.  | 26 tháng 6 năm 2016  | Parc Olympique Lyonnais, Lyon, Pháp                     | Cộng hòa Ireland     | 1–1       | 2–1     | Euro 2016                   |
| 10. | 26 tháng 6 năm 2016  | Parc Olympique Lyonnais, Lyon, Pháp                     | Cộng hòa Ireland     | 2–1       | 2–1     | Euro 2016                   |
| 11. | 3 tháng 7 năm 2016   | Stade de France, Saint-Denis, Pháp                      | Iceland              | 4–0       | 5–2     | Euro 2016                   |
| 12. | 7 tháng 7 năm 2016   | Sân vận động Vélodrome, Marseille, Pháp                 | Đức                  | 1–0       | 2–0     | Euro 2016                   |
| 13. | 7 tháng 7 năm 2016   | Sân vận động Vélodrome, Marseille, Pháp                 | Đức                  | 2–0       | 2–0     | Euro 2016                   |
| 14. | 7 tháng 10 năm 2016  | Stade de France, Saint-Denis, Pháp                      | Bulgaria             | 3–1       | 4–1     | Vòng loại World Cup 2018    |
| 15. | 25 tháng 3 năm 2017  | Stade de France, Saint-Denis, Pháp                      | Luxembourg           | 2–1       | 3–1     | Vòng loại World Cup 2018    |
| 16. | 2 tháng 6 năm 2017   | Roazhon Park, Rennes, Pháp                              | Paraguay             | 5–0       | 5–0     | Giao hữu                    |
| 17. | 31 tháng 8 năm 2017  | Stade de France, Saint-Denis, Pháp                      | Hà Lan               | 1–0       | 4–0     | Vòng loại World Cup 2018    |
| 18. | 10 tháng 10 năm 2017 | Stade de France, Saint-Denis, Pháp                      | Belarus              | 1–0       | 2–1     | Vòng loại World Cup 2018    |
| 19. | 10 tháng 11 năm 2017 | Stade de France, Saint-Denis, Pháp                      | Wales                | 1–0       | 2–0     | Giao hữu                    |
| 20. | 1 tháng 6 năm 2018   | Allianz Rivera, Nice, Pháp                              | Ý                    | 2–0       | 3–1     | Giao hữu                    |
| 21. | 16 tháng 6 năm 2018  | Kazan Arena, Kazan, Nga                                 | Úc                   | 1–0       | 2–1     | World Cup 2018              |
| 22. | 30 tháng 6 năm 2018  | Kazan Arena, Kazan, Nga                                 | Argentina            | 1–0       | 4–3     | World Cup 2018              |
| 23. | 6 tháng 7 năm 2018   | Sân vận động Nizhny Novgorod, Nizhny Novgorod, Nga      | Uruguay              | 2–0       | 2–0     | World Cup 2018              |
| 24. | 15 tháng 7 năm 2018  | Sân vận động Luzhniki, Moscow, Nga                      | Croatia              | 2–1       | 4–2     | World Cup 2018              |
| 25. | 16 tháng 10 năm 2018 | Stade de France, Saint-Denis, Pháp                      | Đức                  | 1–1       | 2–1     | UEFA Nations League 2018–19 |
| 26. | 16 tháng 10 năm 2018 | Stade de France, Saint-Denis, Pháp                      | Đức                  | 2–1       | 2–1     | UEFA Nations League 2018–19 |
| 27. | 22 tháng 3 năm 2019  | Sân vận động Zimbru, Chișinău, Moldova                  | Croatia              | 1–0       | 4–1     | Vòng loại Euro 2020         |
| 28. | 25 tháng 3 năm 2019  | Stade de France, Saint-Denis, Pháp                      | Iceland              | 4–0       | 4–0     | Vòng loại Euro 2020         |
| 29. | 2 tháng 6 năm 2019   | Sân vận động Beaujoire, Nantes, Pháp                    | Bolivia              | 2–0       | 2–0     | Giao hữu                    |
| 30. | 17 tháng 11 năm 2019 | Arena Kombëtare, Tirana, Albania                        | Albania              | 2–0       | 2–0     | Vòng loại Euro 2020         |
| 31. | 8 tháng 9 năm 2020   | Stade de France, Saint-Denis, Pháp                      | Croatia              | 1–1       | 4–2     | UEFA Nations League 2020–21 |
| 32. | 7 tháng 10 năm 2020  | Stade de France, Saint-Denis, Pháp                      | Ukraina              | 7–1       | 7–1     | Giao hữu                    |
| 33. | 14 tháng 10 năm 2020 | Sân vận động Maksimir, Zagreb, Croatia                  | Croatia              | 1–0       | 3–0     | UEFA Nations League 2020–21 |
| 34. | 24 tháng 3 năm 2021  | Stade de France, Saint-Denis, Pháp                      | Ukraina              | 1–0       | 1–1     | Vòng loại World Cup 2022    |
| 35. | 31 tháng 3 năm 2021  | Sân vận động Grbavica, Sarajevo, Bosna và Hercegovina   | Bosna và Hercegovina | 1–0       | 1–0     | Vòng loại World Cup 2022    |
| 36. | 2 tháng 6 năm 2021   | Allianz Riviera, Nice, Pháp                             | Wales                | 2–0       | 3–0     | Giao hữu                    |
| 37. | 8 tháng 6 năm 2021   | Stade de France, Saint-Denis, Pháp                      | Bulgaria             | 1–0       | 3–0     | Giao hữu                    |
| 38. | 19 tháng 6 năm 2021  | Puskás Aréna, Budapest, Hungary                         | Hungary              | 1–1       | 1–1     | Euro 2020                   |
| 39. | 1 tháng 9 năm 2021   | Sân vận động Meinau, Strasbourg, Pháp                   | Bosna và Hercegovina | 1–1       | 1–1     | Vòng loại World Cup 2022    |
| 40. | 7 tháng 9 năm 2021   | Parc Olympique Lyonnais, Lyon, Pháp                     | Phần Lan             | 1–0       | 2–0     | Vòng loại World Cup 2022    |
| 41. | 7 tháng 9 năm 2021   | Parc Olympique Lyonnais, Lyon, Pháp                     | Phần Lan             | 2–0       | 2–0     | Vòng loại World Cup 2022    |
| 42. | 13 tháng 11 năm 2021 | Sân vận động Công viên các Hoàng tử, Paris, Pháp        | Kazakhstan           | 7–0       | 8–0     | Vòng loại World Cup 2022    |

## Danh hiệu

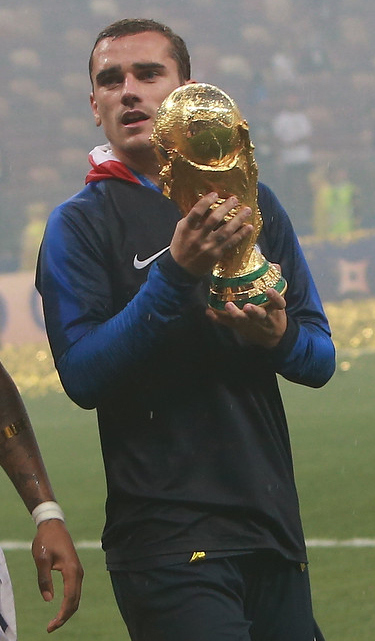
Griezmann cầm chiếc Cúp FIFA World Cup năm 2018

### Câu lạc bộ

#### Real Sociedad
- Segunda División: 2009–10

#### Atlético Madrid
- Supercopa de España: 2014
- UEFA Europa League: 2017–18
- UEFA Super Cup: 2018

#### Barcelona
- Copa del Rey: 2020–21

### Quốc tế

#### U-19 Pháp
- Giải vô địch bóng đá U-19 châu Âu: 2010

#### Pháp
- FIFA World Cup: 2018
- UEFA Nations League: 2020–21

### Cá nhân
- Đội vô địch UEFA châu Âu dưới 19 tuổi: 2010
- Cầu thủ xuất sắc nhất tháng của La Liga: Tháng 1 và tháng 4 năm 2015, tháng 9 năm 2016, tháng 3 năm 2017, tháng 2 và tháng 12 năm 2018[37]
- Đội hình xuất sắc nhất La Liga: 2014–15
- Cầu thủ xuất sắc nhất La Liga: 2015-16
- Cầu thủ yêu thích nhất của người hâm mộ La Liga: 2015-16
- Đội hình xuất sắc nhất UEFA Champions League: 2015-16, 2016-17
- Đội hình xuất sắc nhất năm của UEFA: 2016
- Vua phá lưới Giải vô địch bóng đá châu Âu: 6 bàn (Euro 2016)
- Chiếc giày vàng Giải vô địch bóng đá châu Âu: 2016
- Cầu thủ xuất sắc nhất Giải vô địch bóng đá châu Âu: 2016
- Đội hình xuất sắc tiêu biểu Giải vô địch bóng đá châu Âu: 2016
- Cầu thủ Pháp của năm: 2016
- Cầu thủ Pháp xuất sắc nhất chơi ở nước ngoài: 2016
- Cầu thủ xuất sắc nhất UEFA Europa League: 2017-18
- Đội hình xuất sắc nhất UEFA Europa League: 2017-18
- Quả bóng đồng Giải vô địch bóng đá thế giới: 2018
- Chiếc giày bạc Giải vô địch bóng đá thế giới: 2018
- Đội tuyển thế giới nam IFFHS: 2018